# Szpetal Dolny
Szpetal, dziś Szpetal Dolny – osiedle włocławskie, stanowiące część prawobrzeżnej dzielnicy Zawiśle. Nazwa wywodzi się od XIII-wiecznego hospicjum dla podróżnych pw. św. Gotarda (Hospitale sancti Gothardi), zbudowanego w pobliżu wczesnośredniowiecznej przeprawy przez Wisłę.

## Historia

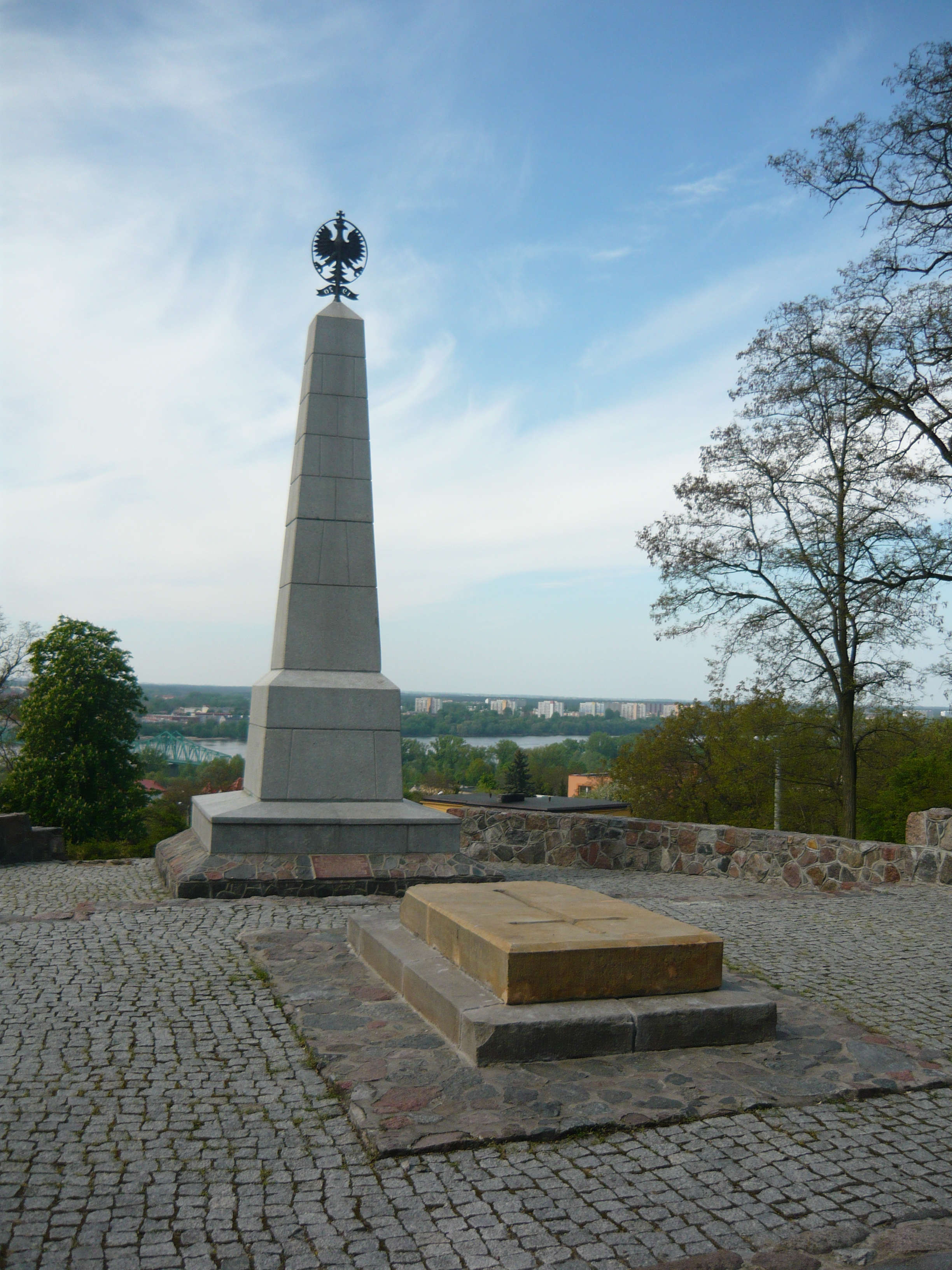
Pomnik Obrońców Wisły

Osada istniała w tym miejscu prawdopodobnie od XII wieku, ale znaczenia nabrała dopiero w wieku XIII, kiedy powstał tu klasztor ufundowany przez wielmożę Boguszę Miecławica z rodu Doliwów. Fundacja miała miejsce prawdopodobnie w roku 1228. Według statutów kapituły generalnej zakonu cystersów wynika jednak, że pierwsze próby lokowania klasztoru, związanego z misją w Prusach, miały miejsce w roku 1232. Próby te były wynikiem działalności biskupa włocławskiego Michała w sprawie misji pruskiej i rywalizacji na tym polu z biskupem Chrystianem. Funkcję misyjną na terenie Prus miał pełnić właśnie klasztor w Szpetalu.
Ponownego rozpatrzenia powstania fundacji dokonano w roku 1236 na prośbę wspomnianego Boguszy, którego wspierał w tej sprawie biskup Michał. Zlecono wizytację lokacji cystersów w Łeknie i Lądzie, przy czym opactwem macierzyńskim ustanowiono klasztor w Georgenthal (Turyngia). Potwierdzał to dokumkent wystawiony pomiędzy rokiem 1258 a 1262, w którym znajdujemy informację, że Szpetal był w posiadaniu cystersów przez 20 lat. Cystersi przejęli tam istniejący kościół św. Gotarda (do tego czasu pod opieką benedyktynów) i rozpoczęli budowę klasztoru w oparciu o dziesięciny z dwunastu (najprawdopodobniej) posiadłości w Szpetalu, Zadusznikach (wtedy Kucino), Rachcinie, Kolankowie i innych wsiach. Przypuszczalnie klasztor uzyskał także zwolnienia immunitetowe od księstwa i biskupstwa kujawskiego.
Budowa klasztoru została przerwana przez najazdy Prusów w latach 1242 i 1243. Konwent został zburzony, a część zakonników wymordowana. Odbudowę podjęto zgodnie z bullą papieża Innocentego IV i dokumentem księcia Sambora II zakładającym zwolnienia immunitetowe dla posiadłości opactwa w Lipicznie. W roku 1252 konwent w Georghentalu, z powodu kłopotów wewnętrznych, zrzekł się opieki nad Szpetalem, co przejął - na wniosek Morimond – klasztor w Sulejowie.
Dalsze losy konwentu w Szpetalu nie są jasne. Wiadomo jedynie, że wkrótce przeszedł pod zarząd nowego opactwa w Byszewie koło Bydgoszczy. Widocznie jednak konwent w Szpetalu sprawiał byszewianom sporo kłopotów, skoro w roku 1258 zamienili dobra szpetalskie na inne, leżące bliżej ich siedziby. W ten sposób ostatecznie konwent szpetalski przestał istnieć, a dobra stały się własnością rodu Łąckich, co potwierdza dokument z roku 1385. Pozostała natomiast parafia św. Gotarda, o którą - po odejściu mnichów - toczyły spór diecezje włocławska i płocka. Sprawę rozstrzygnięto w roku 1321 na korzyść Włocławka.
W następnych stuleciach w Szpetalu nie działo się najlepiej. Parafia często nie miała własnego proboszcza i była obsługiwana przez wikariuszy zza Wisły, z czego wynikałoby, że dochody z parafii nie były szczególnie wielkie, chociaż spis z roku 1594 wymienia aż 13 wiosek jako podlegające parafii św. Gotarda. Kościół spłonął na początku XIX wieku, a siedzibę parafii przeniesiono do Szpetala Górnego, gdzie ówczesny dziedzic Marian Rutkowski ufundował w roku 1806 nowy kościół.
Dobra szpetalskie przechodziły z rąk do rąk. W II połowie XVI wieku była własnością Chodorąskich, a od 1695 r. Rutkowskich. W końcu XIX wieku znajdowała się w Szpetalu Dolnym fabryka tapet i serowarnia.
Jak stwierdza w swojej książce Jan Szczepański podczas wkraczania w 1920 roku do wsi wojsk bolszewickich "niektórzy chłopi klaskali w ręce z radości, znalazły się też dziewczęta, które powystrajały się z okazji tak wielkiego święta robotniczego".
W 1927 roku Szpetal Dolny został wyłączony z gminy Szpetal i włączony do Włocławka – obecnie stanowi część dzielnicy Zawiśle. W granicach gminy Szpetal pozostał Szpetal Górny. W 1979 roku gmina Szpetal została przekształcona w gminę Fabianki.